# Trolejbusy w Baia Mare
Trolejbusy w Baia Mare − system komunikacji trolejbusowej działający w rumuńskim mieście Baia Mare.
Trolejbusy w Baia Mare uruchomiono 16 lutego 1996.

## Linie
W Baia Mare istnieje jedna linia trolejbusowa o długości 11 km:
- 51: URBIS - Gara CFR - MARATEX - PETROM - PRAKTIKER/REAL

## Tabor
W eksploatacji znajduje się 10 trolejbusów:
- Saurer/Hess GT560, 0200−0207 − 8 trolejbusów
- Volvo B10MA-55, nr 0006 (ex.65) i 0007 (ex. 66) − 2 trolejbusy

W 2006 sprowadzono trolejbusy Saurer/Hess GT560 z Winterthur. Trolejbusy Volvo B10MA-55 sprowadzono w 2009 z Berna.